# Jim Farmer
James Hubert "Jim" Farmer III (nacido el 23 de septiembre de 1964 en Dothan, Alabama) es un exjugador de baloncesto estadounidense que disputó 5 temporadas en la NBA, además de jugar en la Liga Italiana y en la CBA. Con 1,93 metros de estatura, jugaba en la posición de base. En la actualidad se dedica al mundo de la música country, habiendo grabado su primer disco en 2006 titulado Baby come on.

## Trayectoria deportiva

### Universidad
Jugó durante cuatro temporadas con los Crimson Tide de la Universidad de Alabama, en las que promedió 10,8 puntos y 3,5 rebotes por partido.

### Profesional
Fue elegido en la vigésima posición del Draft de la NBA de 1987 por Dallas Mavericks, donde en su única temporada en el equipo fue el último jugador del banquillo, participando en apenas 30 partidos y promediando 2,0 puntos por noche. Poco antes del comienzo de la temporada 1988-89 es despedido por su equipo, teniendo que esperar hasta el mes de enero para fichar por Utah Jazz como agente libre un contrato de diez días, que posteriormente le prolongarían hasta el final de la temporada.
En los Jazz actuó como suplente de John Stockton, acabando la temporada con 4,1 puntos y 1,5 rebotes por partido. Al término de la temporada no fue protegido por su equipo, entrando en el draft de expansión, suiendo elegido por Miami Heat, quienes desestimaron finalmente su fichaje. Tras probar en Minnesota Timberwolves sin éxito, se fue a jugar con los Pensacola Tornados de la CBA. En enero de 1990 recibe la llamada de Seattle Supersonics, con los que acaba firmando hasta el final de la temporada. Al año siguiente firma pequeños contratos temporales con Philadelphia 76ers y Denver Nuggets, jugando en este último equipo sus mejores partidos como profesional, promediando 10,0 puntos y 2,5 rebotes.
Los años siguientes los pasaría en la CBA, en los Birmingham Bandits y los Columbus Horizon, antes de aceptar la oferta para jugar en la Liga Italiana con el Scavolini Pesaro, donde en su única temporada promedió 16 puntos por partido. A su regreso a Estados Unidos le esperaban dos nuevas temporadas en la CBA y un breve paso por Denver Nuggets, antes de retirarse definitivamente. En el total de su carrera en la NBA promedió 5,3 puntos y 1,4 rebotes por partido.

## Estadísticas de su carrera en la NBA

### Temporada regular
| Temporada | Edad | Equipo              | Liga | P   | TIT | MIN  | TC  | TCA | %TC  | 3P  | 3PA | %3P  | TL  | TLA | %TL   | R.OF. | R.DEF. | REB | ASIS | ROB | TAP | PER | FP  | PTS  |
| 1987-88   | 23   | Dallas Mavericks    | NBA  | 30  | 0   | 5.2  | 0.9 | 2.3 | .377 | 0.0 | 0.2 | .000 | 0.3 | 0.3 | .900  | 0.3   | 0.3    | 0.6 | 0.5  | 0.1 | 0.0 | 0.7 | 0.6 | 2.0  |
| 1988-89   | 24   | Utah Jazz           | NBA  | 37  | 0   | 11.1 | 1.5 | 3.8 | .401 | 0.2 | 0.5 | .450 | 0.8 | 1.1 | .707  | 0.6   | 0.9    | 1.5 | 0.8  | 0.2 | 0.0 | 0.7 | 1.1 | 4.1  |
| 1989-90   | 25   | Seattle SuperSonics | NBA  | 38  | 0   | 10.5 | 2.3 | 5.3 | .438 | 0.2 | 0.7 | .296 | 1.5 | 2.1 | .713  | 0.4   | 0.7    | 1.1 | 0.7  | 0.4 | 0.0 | 0.7 | 1.2 | 6.4  |
| 1990-91   | 26   | TOTAL               | NBA  | 27  | 1   | 16.9 | 3.7 | 8.3 | .453 | 0.2 | 0.9 | .217 | 1.8 | 2.4 | .738  | 1.1   | 1.4    | 2.5 | 1.4  | 0.5 | 0.1 | 1.4 | 2.1 | 9.4  |
| 1990-91   | 26   | Philadelphia 76ers  | NBA  | 2   | 0   | 6.5  | 1.0 | 3.5 | .286 | 0.0 | 0.5 | .000 | 1.0 | 1.0 | 1.000 | 1.0   | 1.5    | 2.5 | 0.0  | 0.0 | 0.0 | 0.5 | 0.0 | 3.0  |
| 1990-91   | 26   | Denver Nuggets      | NBA  | 25  | 1   | 17.7 | 4.0 | 8.6 | .458 | 0.2 | 0.9 | .227 | 1.8 | 2.5 | .730  | 1.1   | 1.4    | 2.5 | 1.5  | 0.5 | 0.1 | 1.5 | 2.3 | 10.0 |
| 1993-94   | 29   | Denver Nuggets      | NBA  | 4   | 0   | 7.3  | 0.5 | 1.5 | .333 | 0.0 | 0.5 | .000 | 0.0 | 0.0 |       | 0.0   | 0.5    | 0.5 | 1.0  | 0.0 | 0.0 | 1.3 | 0.8 | 1.0  |
| Total     |      |                     | NBA  | 136 | 1   | 10.7 | 2.0 | 4.7 | .428 | 0.2 | 0.6 | .282 | 1.1 | 1.4 | .730  | 0.6   | 0.8    | 1.4 | 0.8  | 0.3 | 0.0 | 0.9 | 1.2 | 5.3  |

### Playoffs
| Temporada | Edad | Equipo           | Liga | P | MIN | TCA | TC | 3PA | 3P | TLA | TL | R.OF. | REB | ASIS | ROB | TAP | PER | FP | PTS | %TC  | %3P  | %FT | MIN | PTS | REB | AST |
| 1987-88   | 23   | Dallas Mavericks | NBA  | 3 | 11  | 2   | 6  | 0   | 0  | 0   | 0  | 3     | 4   | 1    | 0   | 0   | 2   | 2  | 4   | .333 |      |     | 3.7 | 1.3 | 1.3 | 0.3 |
| 1988-89   | 24   | Utah Jazz        | NBA  | 2 | 3   | 0   | 2  | 0   | 1  | 0   | 0  | 0     | 0   | 0    | 0   | 0   | 0   | 0  | 0   | .000 | .000 |     | 1.5 | 0.0 | 0.0 | 0.0 |
| Total     |      |                  | NBA  | 5 | 14  | 2   | 8  | 0   | 1  | 0   | 0  | 3     | 4   | 1    | 0   | 0   | 2   | 2  | 4   | .250 | .000 |     | 2.8 | 0.8 | 0.8 | 0.2 |